# Tuatha Dé Danann
Tuatha de Danann 
("Gudinnan Danus folk") var i keltisk mytologi ett trollfolk, ett av de första folkslagen som befolkade Irland.